# Alan Ritchson
Alan Michael Ritchson (Grand Forks, 28 de novembro de 1982) é um ator, cantor, compositor e ex-modelo americano. 
Ele é mais conhecido por Arthur Curry/Aquaman em Smallville, Thad Castle em Blue Mountain State e Blue Mountain State: The Rise of Thadland, Gloss em The Hunger Games: Catching Fire, Arthur Bailey em Blood Drive e Rapina/Hank Hall em Titans.
Também foi ator de voz e captura de movimento para Raphael em Teenage Mutant Ninja Turtles e Teenage Mutant Ninja Turtles: Out of the Shadows.

## Biografia
Alan nasceu em Grand Forks, Dakota do Norte, filho de Vickie, uma professora de escola secundária, e David Ritchson, um Chief Master Sargeant aposentado da Força Aérea dos Estados Unidos. Ele é o filho do meio de três irmãos; irmão de Eric, o mais velho, e Brian, o mais jovem. Tem ascendência tcheca, inglesa, alemã e holandesa. Durante sua infância, sua família se mudou para Rantoul, Illinois. Aos dez anos, a família se estabeleceu em Niceville, Flórida. Ele frequentou a Niceville High School e formou-se em 2001. Toby Turner era um colega de classe. Em dezembro de 2013, foi capa da revista Da Man e revelou que já teve uma bolsa de estudos para cantar em qualquer lugar do país, mas ficou sobrecarregado. De 1999 até 2003, frequentou a Okaloosa Walton Community College (agora Northwest Florida State College), primeiro como um aluno de matrícula simultânea a partir da Niceville High School e mais tarde para concluir sua graduação tecnológica em belas artes.

### Carreira

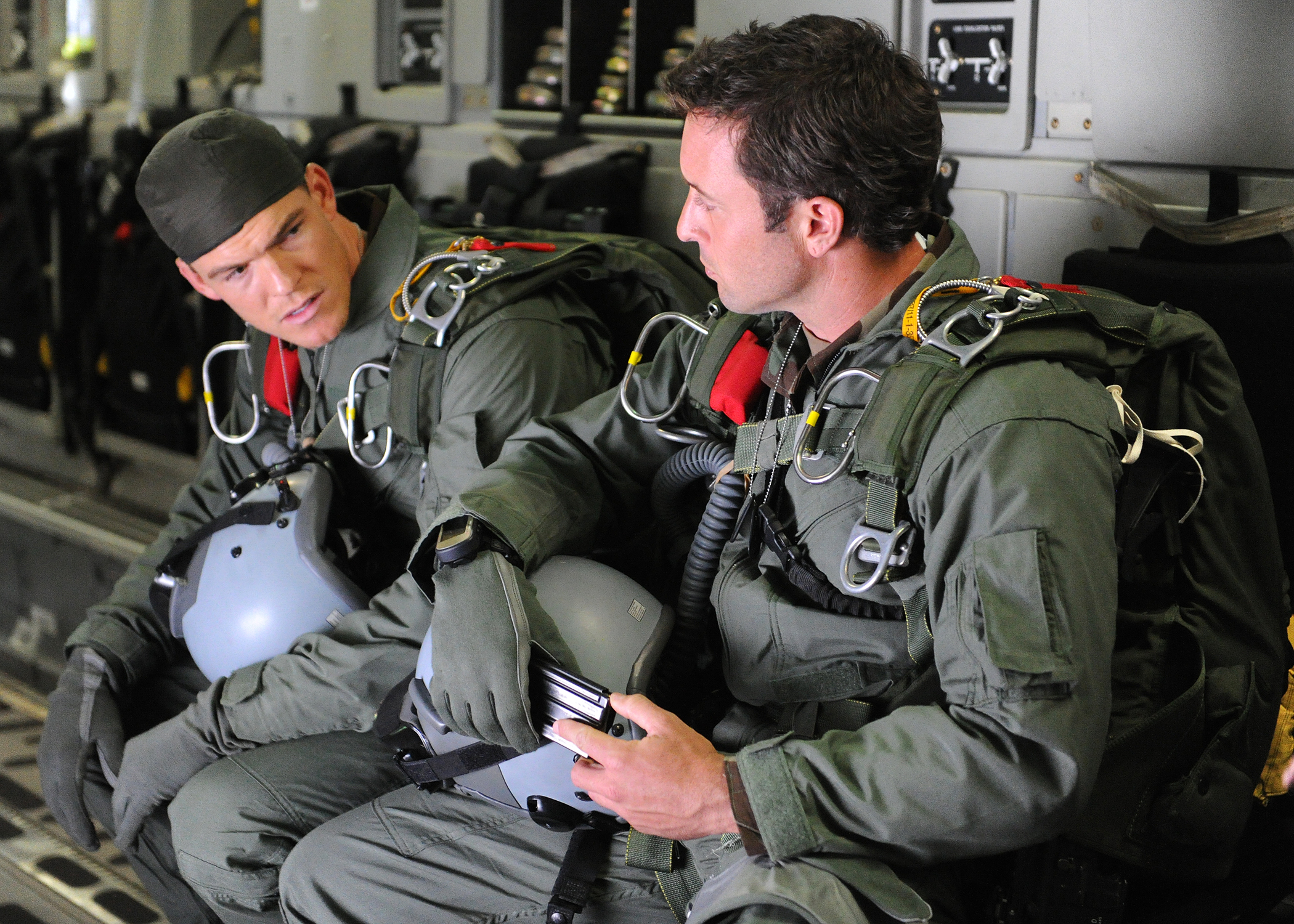
Alan Ritchson e Alex O’Loughlin em cena de Hawaii Five-0

Antes de ser ator foi modelo para o catálogo da Abercrombie & Fitch, também modelou para a loja online de cuecas International Jock. Em 2008, assinou um contrato com a "Vision Model Management" de Los Angeles, e logo depois modelou para a N2N Bodywear. No início de 2009, fez a sua última aparição como modelo num novo catálogo para a Abercrombie & Fitch.
Apareceu na terceira temporada de American Idol como um dos "top 87 concorrentes" em 2004. Ficou famoso aparecendo recorrentemente em episódios especiais de Smallville no papel do super-herói Arthur Curry/Aquaman. De 2010 a 2011, protagonizou Blue Mountain State no papel de um jogador de futebol americano chamado Thad Castle.

## Discografia
| Ano  | Álbum             | Nota |
| ---- | ----------------- | --- |
| 2006 | This Is Next Time | Cantor e compositor * Guppy * Invisible Things * Eternity * This Time * Love^3 * Poison * Take Me Away * Bad Girl * Foolish Me * Let's Go * All I Need * Never Met * Take Me Away (Acoustic) |